# Brown County (Indiana)
Brown County is een county in de Amerikaanse staat Indiana.
De county heeft een landoppervlakte van 809 km² en telt 14.957 inwoners (volkstelling 2000). De hoofdplaats is Nashville.
In de country ligt het Brown County State Park en de Weed Patch Hill.

## Bevolkingsontwikkeling

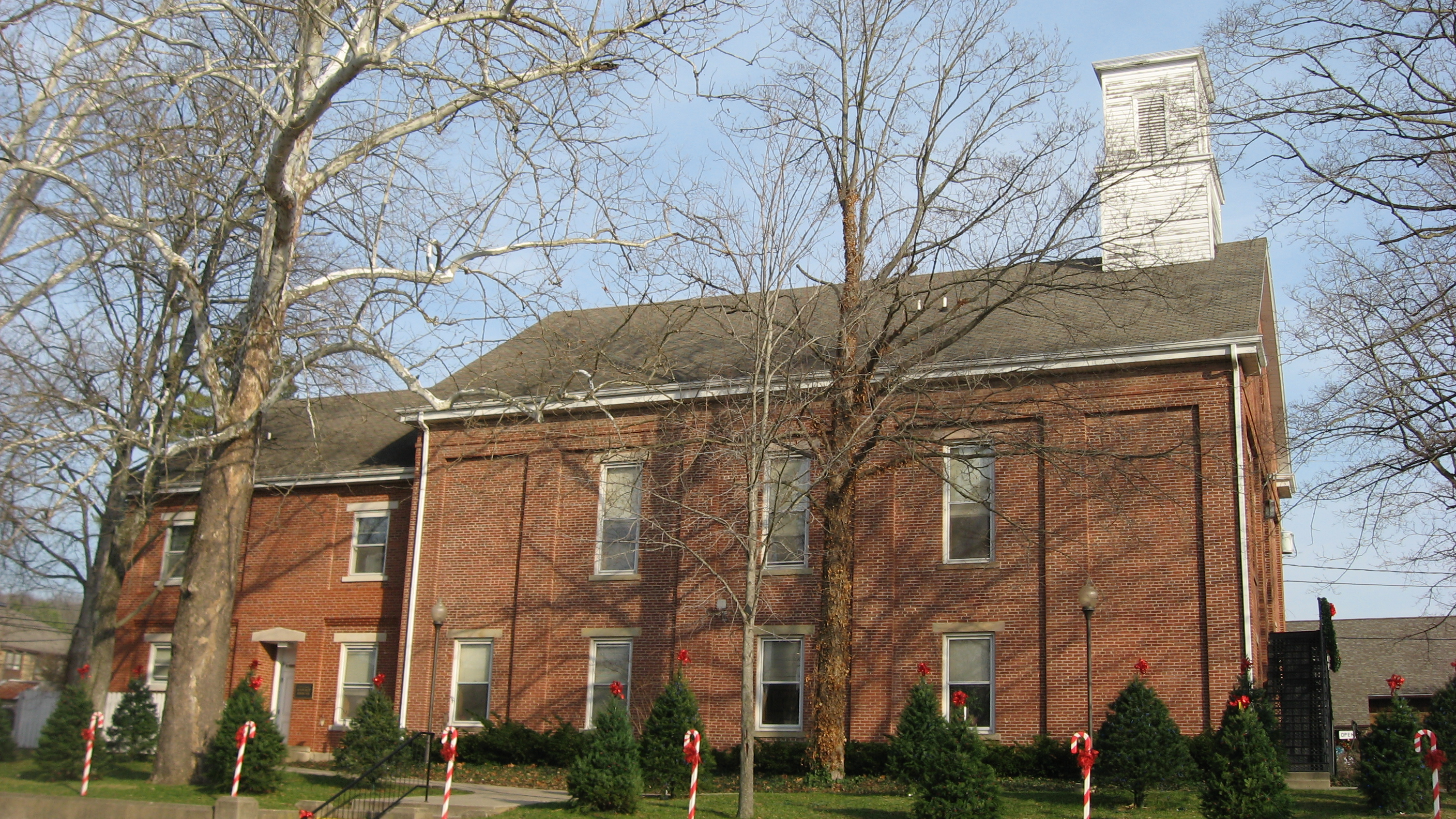
Brown County Courthouse